# Martini Legends
Martini Legends va ser un acte d'homenatge al 75è aniversari de la creació del circuit urbà de Montjuïc, adoptant el nom de la coneguda marca italiana de vermuts, la qual fou la primera patrocinadora que va tenir el traçat barceloní. Després de trenta anys sense activitat competitiva pels carrers de la capital catalana, el projecte impulsat per l'Ajuntament de la ciutat, Bacardí, Last Lap i Ferrari, va recrear l'antic recorregut original de 3.790 metres, pel qual van desfilar més de vuitanta vehicles d'època que en el seu moment van competir en el circuit de la ciutat.
El 13 d'octubre de 2007, es va descobrir una placa de grans proporcions al costat del Museu Olímpic de Barcelona, on figuren els noms dels pilots així com un relleu del traçat. L'acte institucional va ser presidit pel primer tinent alcalde de Barcelona Carles Martí i Jufresa i el regidor d'esports de Barcelona Pere Alcober, aglutinant diversos noms destacats de l'esport internacional de la Fórmula 1, com ara Emerson Fittipaldi, Henri Pescarolo i Marc Gené, participants alhora de l'exhibició del 14 d'octubre de 2007 a través de la reconstrucció de l'antic recorregut per la muntanya de Montjuïc.

## Traçat

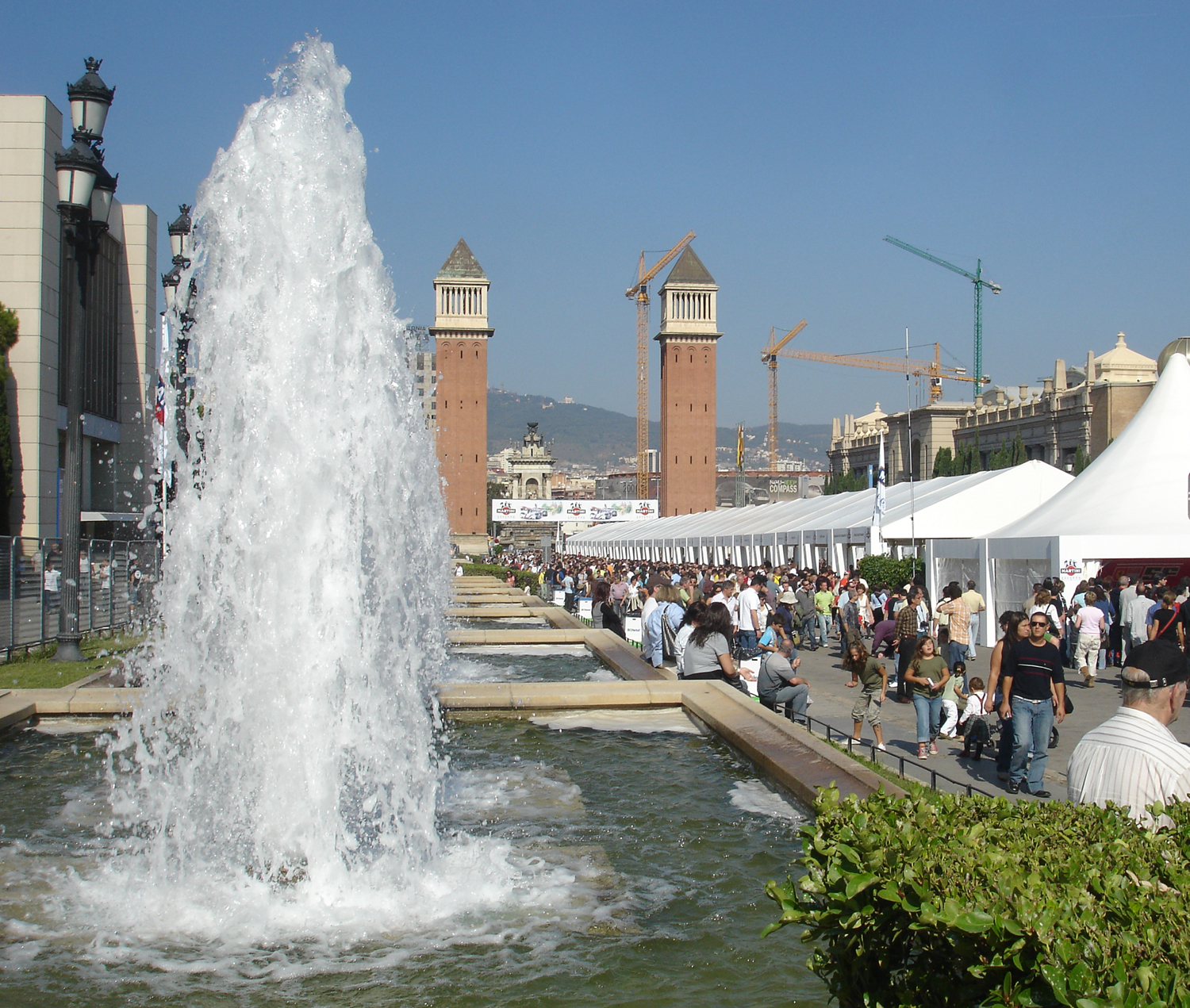
Estands dels vehicles en l'avinguda de la Reina Maria Cristina de Barcelona.

El traçat del Circuit de Montjuïc era únic al tenir llocs tan singulars com el Revolt de Vies, on els bòlids havien de creuar per sobre de les vies del tramvia o l'espectacular rasant de la Recta de l'Estadi, també inimaginable avui dia, on els vehicles volaven diversos metres a causa del canvi sobtat de vessant. El circuit estava dividit en les següents parts: 
1. L'angle de Miramar o Revolta de l'Angle, un dels revolts més tancats del circuit, on es passava de 250 a 80km/h en poc més de 300 metres.
2. Rosaleda o Revolta del Museu Etnològic, un revolt molt tancat i ben peraltat, on es podien efectuar avançaments.
3. Font del Gat, un revolt cec on era freqüent veure com els veterans guanyaven uns metres als més novells.
4. Teatre Grec, un revolt peraltat de gairebé 90°, on la traçada del circuit es creuava amb un carrer que seguia recte.
5. Vies o Viratge de la Tècnica, es coneix per aquest nom degut al fet que inicialment el circuit passava per sobre de les vies del tramvia, al costat del Palau de la Tècnica.
6. Guàrdia Urbana o Revolt de premsa, revolt de 90° que anteriorment passava per davant de la tribuna de premsa i la seu de la Guàrdia Urbana.
7. Recta de les Fonts, una de les rectes més perfectes i llargues del traçat. En algunes edicions va ser el punt de sortida.
8. La Pèrgola, revolt suau que va adoptar el nom del restaurant situat en aquest tram.
9. La Contrapérgola, revolt a dretes just al sortir de la Pèrgola.
10. Poble Espanyol, revolt crucial per a poder començar la pujada en un dels punts més ràpids del circuit.
11. Sant Jordi, el revolt més llarg i ràpid de tot el circuit, es podia fer gairebé sense frenar.
12. Recta de l'Estadi, a pesar de no ser una recta perfecta, més aviat un revolt llarg i suau, era un dels millors llocs per a efectuar avançaments. Durant els anys 60 i 70, va ser el punt de sortida.
13. Rasant, el punt més ràpid es culminava en aquest últim tram, on s'arribaven als 250km/h. Era molt fàcil veure als vehicles planejar petites distàncies a l'iniciar el canvi de vessant.

## Pilots

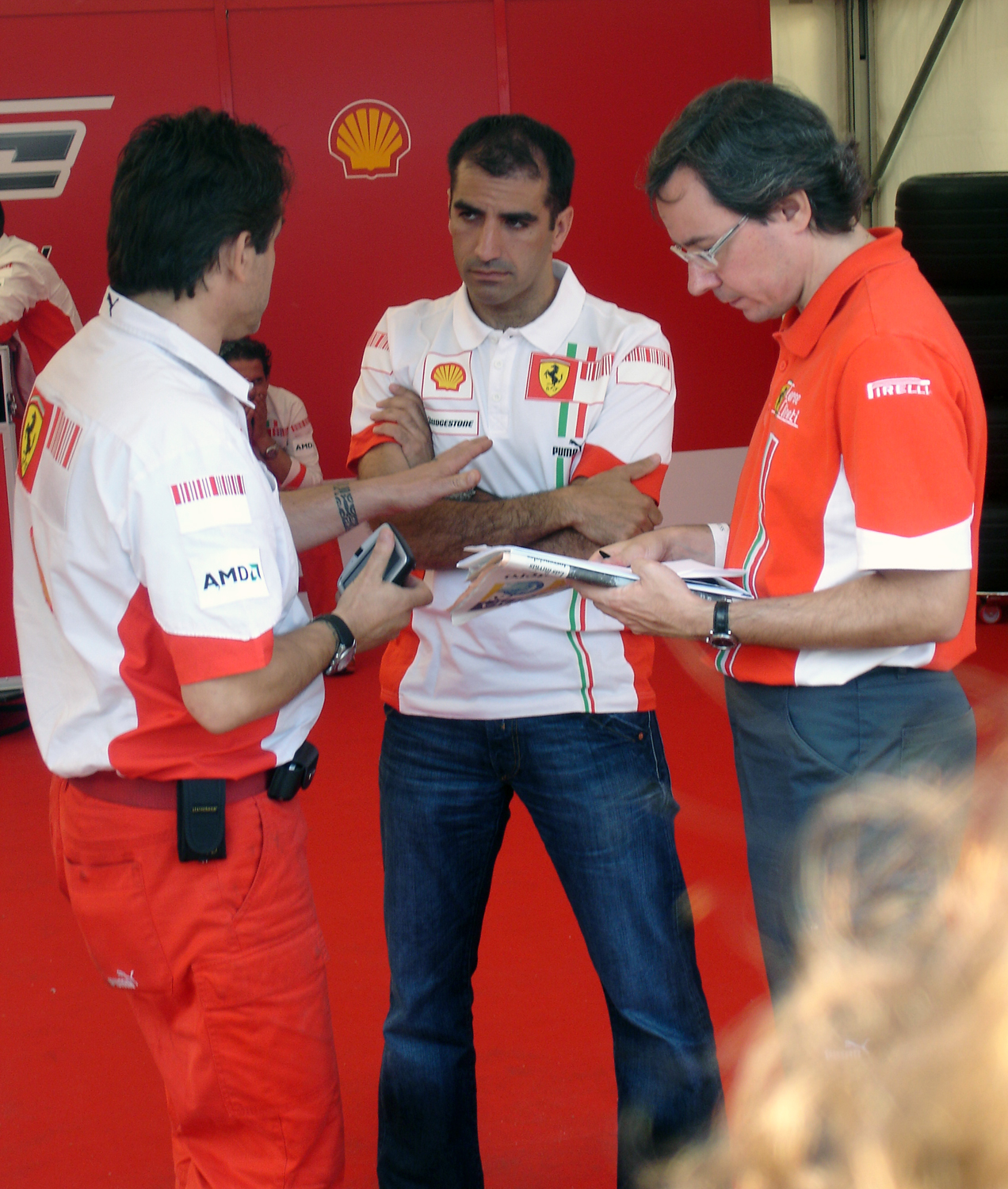
Marc Gené en el estand de Ferrari debatent les zones difícils del Circuit de Montjuïc amb els tècnics (13-10-2007).

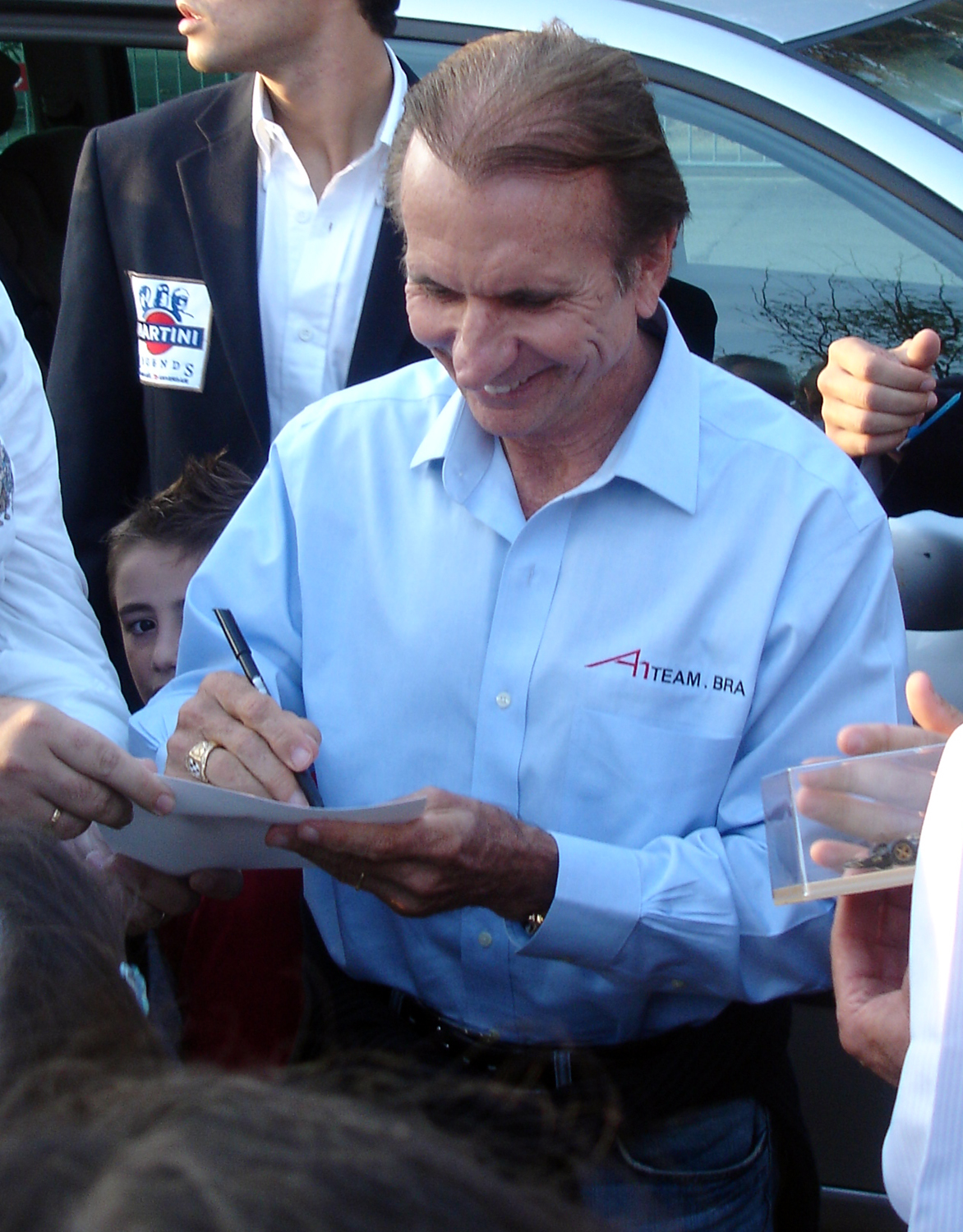
Emerson Fittipaldi arribant al Museu Olímpic de Barcelona, on va descobrir una placa commemorativa del Circuit de Montjuïc (13-10-2007).

Entre els pilots que hi van participar, va destacar la presència de Jackie Stewart, campió del món de Fórmula 1 en 1969, 1971 i 1973, el qual va conduir el seu Tyrell 001. El brasiler Emerson Fittipaldi va conduir el Lotus 72, amb el qual va aconseguir el seu primer títol mundial. Henri Pescarolo, vencedor de les 24 hores de Le Mans, amb el BRM P 201 Motul de Jean Pierre Beltoise que va recórrer el circuit en 1974. David Piper, rècordman de velocitat sud-africà en 1967 amb una velocitat de 304km/h, va mostrar el seu Porsche 917 verd amb el qual va tenir un greu accident durant la filmació de la pel·lícula Le Mans, a més de pilotar el seu Ferrari 250 Le Mans.
Marc Gené, emprovador de l'Escuderia Ferrari i participant en les Le Mans Sèries, va pilotar el Ferrari 248 F1 (2006) de Michael Schumacher, el mateix vehicle que va conduir l'alemany abans de la seva primera retirada de la Fórmula 1 i que va ser exposat al públic el 13 d'octubre de 2007 en l'Avinguda de la Reina Maria Cristina.

## Vehicles
El 13 d'octubre de 2007 va tenir lloc una exposició en l'Avinguda de la Reina Maria Cristina amb més de vuitanta vehicles clàssics que en el seu moment van competir en el circuit barceloní en diferents categories com la Fórmula 1, Fórmula 2, Gran Turisme, Renault 8 i Sport Prototips entre d'altres. Eixe mateix dia, es va inaugurar una placa commemorativa per a recordar l'antic traçat i a tots els pilots que van participar. El 14 d'octubre de 2007 va tenir lloc l'exhibició dels vehicles en el traçat recreat per a l'ocasió, emulant al detall la versió original tant en recorregut com en la decoració de graderies i boxes.

### Edat d'Or
- Pegaso Rabassada, de Tito Ankli
- Pegaso Touring, de Luis Coma-Cros

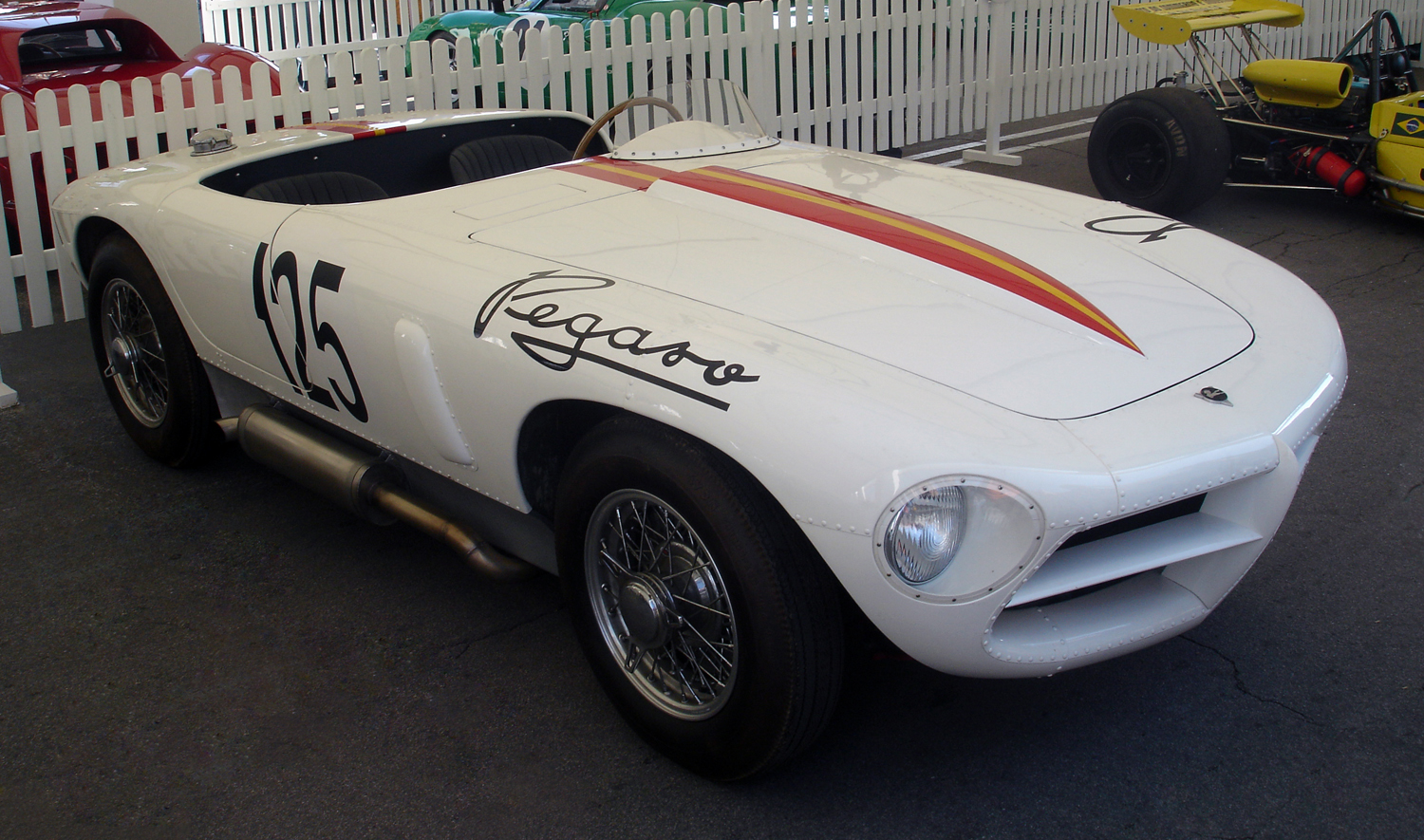
Edat d'Or: Pegaso Rabassada, exposat en el festival.

- Pegaso Spyder Serra, de Ramón Magriñá
- Pegaso Touring, de Joan Andrés Berenguer
- Pegaso Barqueta Pedralbes, de Patricio Chadwick
- Bugatti T 37, de Joan Andrés Berenguer
- Alfa Romeo Monza 8C
- Alfa Romeo 6C, de Joan Andrés Berenguer
- Nacional Pescara, de Luis Coma-Cros

### Formula 1

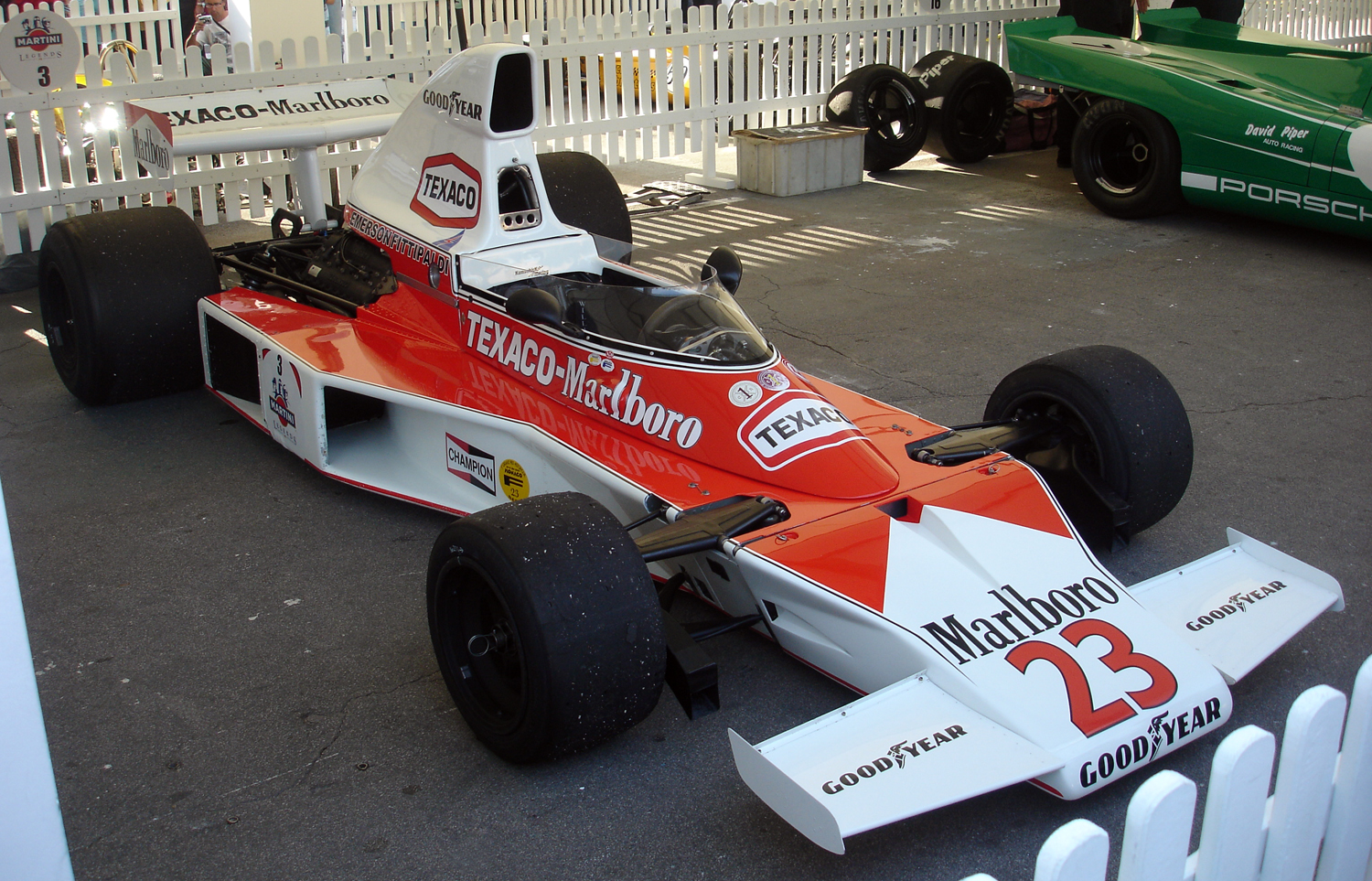
Formula 1: McLaren M23 d'Emerson Fittipaldi, exposat en el festival.

- Vehicles d'època que van tornar a recórrer el circuit urbà:
  - Brabham BT 44, de Carlos Reutemann.
  - BRM P 201 Motul, de Jean Pierre Beltoise, conduït per Henri Pescarolo.
  - Ferrari 312, 1967, de Chris Amon.
  - Lotus 49, de Graham Hill.
  - Lotus 49, de Jim Clark.
  - Lotus 72, d'Emerson Fittipaldi.
  - March 711, de Ronnie Peterson.
  - Matra MS 10, de Jackie Stewart.
  - McLaren M 23, d'Emerson Fittipaldi.
  - McLaren M 23, de James Hunt.
  - Surtees TS 19, d'Alan Jones.
  - Tecno E 371 Martini, de Chris Amon.
  - Tecno PA 123/3 Martini, de Derek Bell.
  - Tyrrell 001, de Jackie Stewart.
  - Tyrrell 006, de François Cevert.
- Vehicle actuals:
  - Ferrari 248 F1 (2006), de Michael Schumacher, conduït per Marc Gené.

### Formula 2

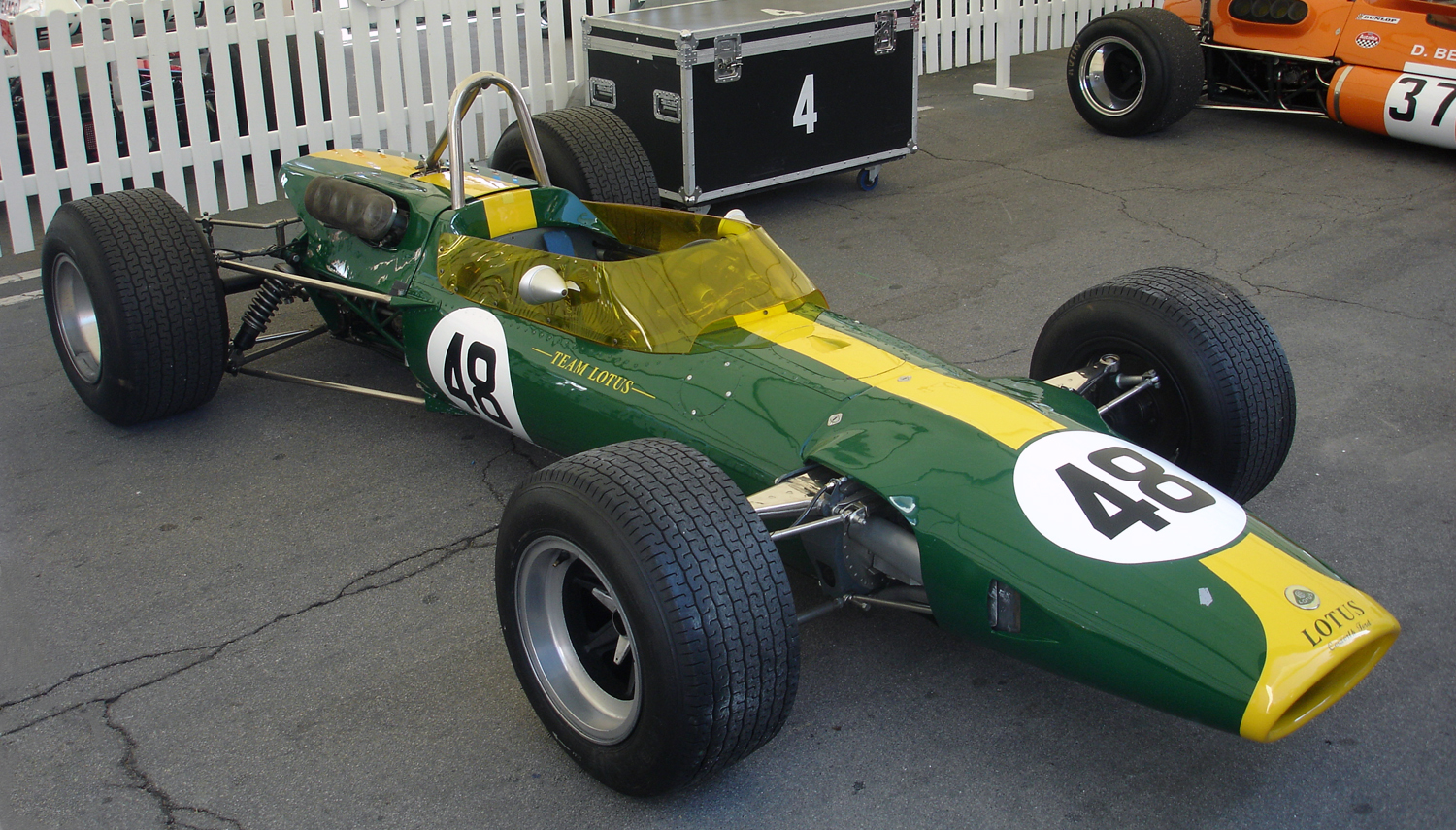
Formula 2: Lotus 48 de Simon Hadfield, exposat en el festival.

- Brabham BT30, de Derek Bell.
- Brabham BT30, de John Watson.
- Lola T240.
- Lotus 48, de Simon Hadfield.
- Lotus 59B.
- Lotus 69, d'Emerson Fittipaldi.
- March 712, de James Hunt.
- McLaren M4A.

### Martini Racing
- Lancia 037, de Markku Alén.
- Lotus 80.
- Tecno E 371 Martini, de Chris Amon.
- Tecno PA 123/3 Martini, de Derek Bell.
- Brabham BT 44, de Carlos Reutemann.
- Lancia Montecarlo Turbo G 5, de Jaime Queralt.
- Lancia LC 2

### Renault 8 TS
- 10 vehicles diferents de Renault 8 TS.

### Sport Prototips i GT
- Alpine A108 1.100, d'Angel Ruiz (1971)

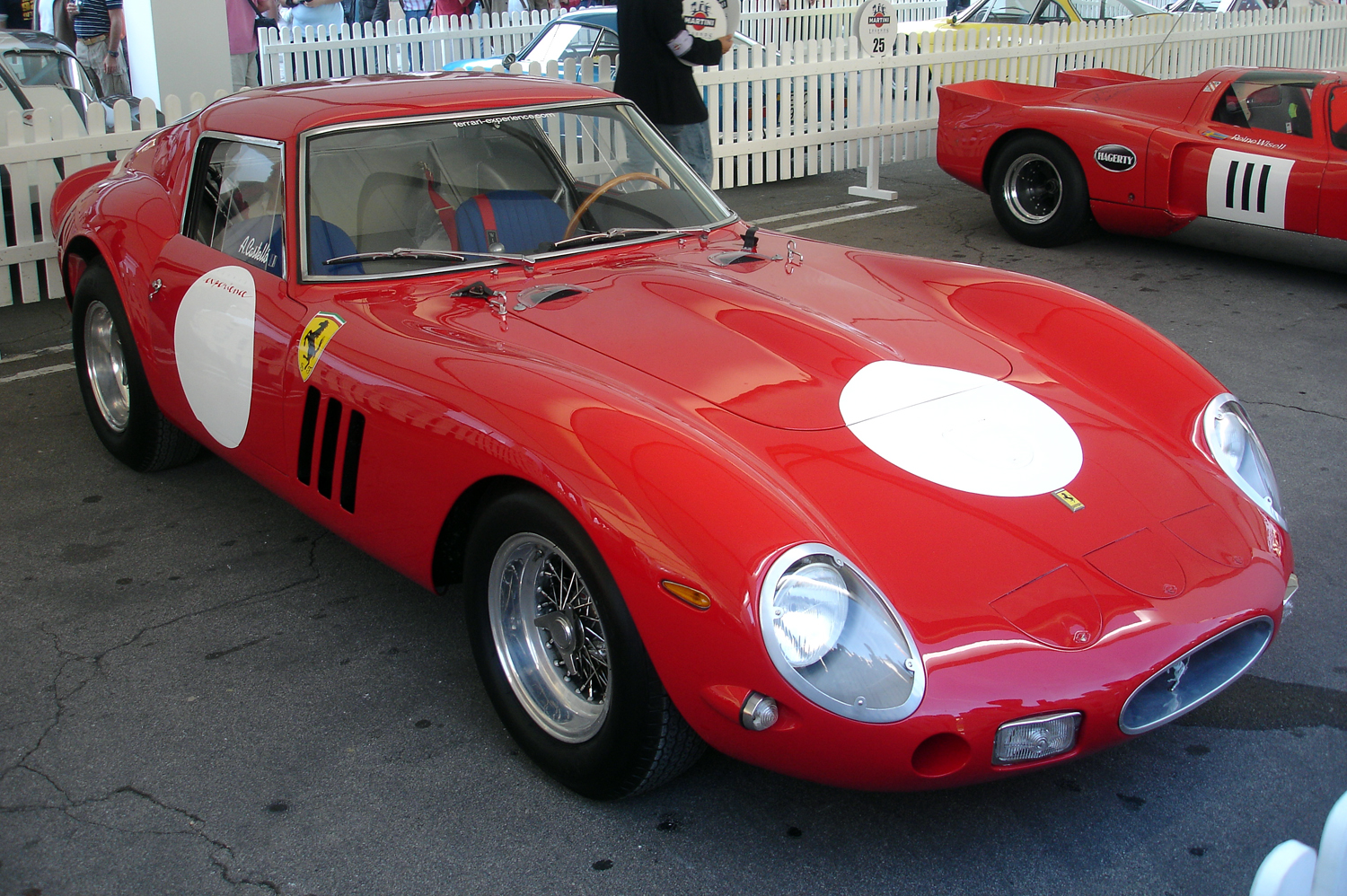
GT: Ferrari 250 GTO R exposat en el festival.

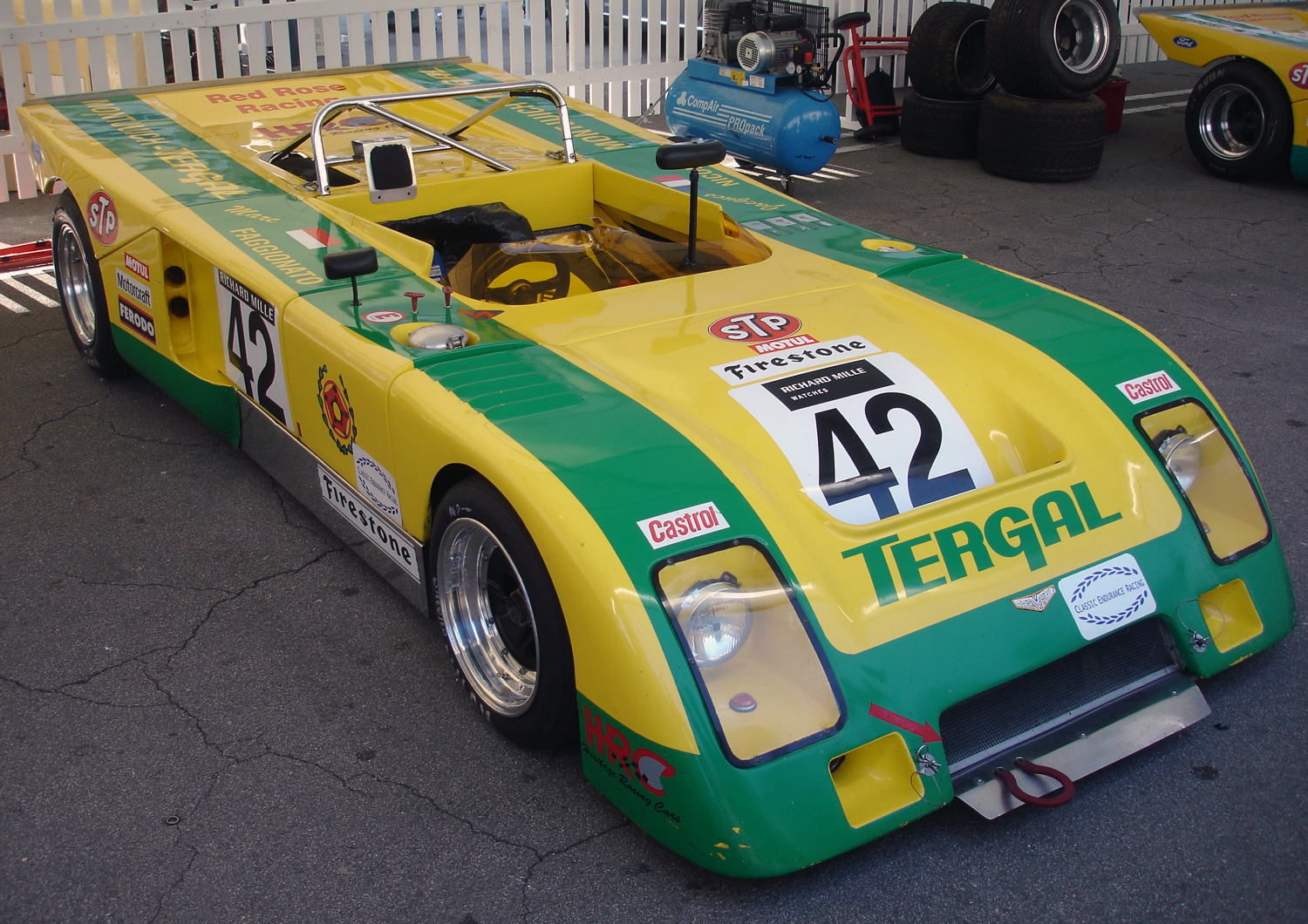
Sport Prototips: Chevron B21 (Montjuïc Tergal Car 2) exposat en el festival.

- Alpine A110 1.300, de Ramón Magriñá (1968)
- Alpine A110 1.600, d'Antonio Herrero (1968)
- Chevron B 8, de Ramón López.
- Chevron B 16, de Rein Wisell, 1969.
- Chevron B 19, de Gerard Larrousse 1971 - 1972.
- Chevron B 21, del Monjuïc Tergal.
- Elva BMW MK VII
- Ferrari 275 GTB/2, d'Oscar Caprotti/Carlos de Miguel (1964)
- Ferrari 250 GTO R, d'Albert Castelló
- Ferrari 250 LM, de Claude Nahum (1963).
- Ferrari 275 LM, de David Piper.
- Ferrari Daytona Competizione Le Mans 72/73
- Ford GT 40, de 1965 ' de l'Escuderia Montjuïc Godia/Muir
- Ford GT 40 Le Mans (1966).
- Lancia Aurelia B 20, ex-vehicle de Clay Regazzoni ' Miguel Arias.
- Lola T70 3B, ex-vehicle de Brian Redman ' Frank Gardner.
- Lola T70 Spyder
- Porsche 906, de Klaus Boher.
- Porsche 917, de David Piper.
- Shelby Daytona, de Claude Nahum (1964).

### Altres

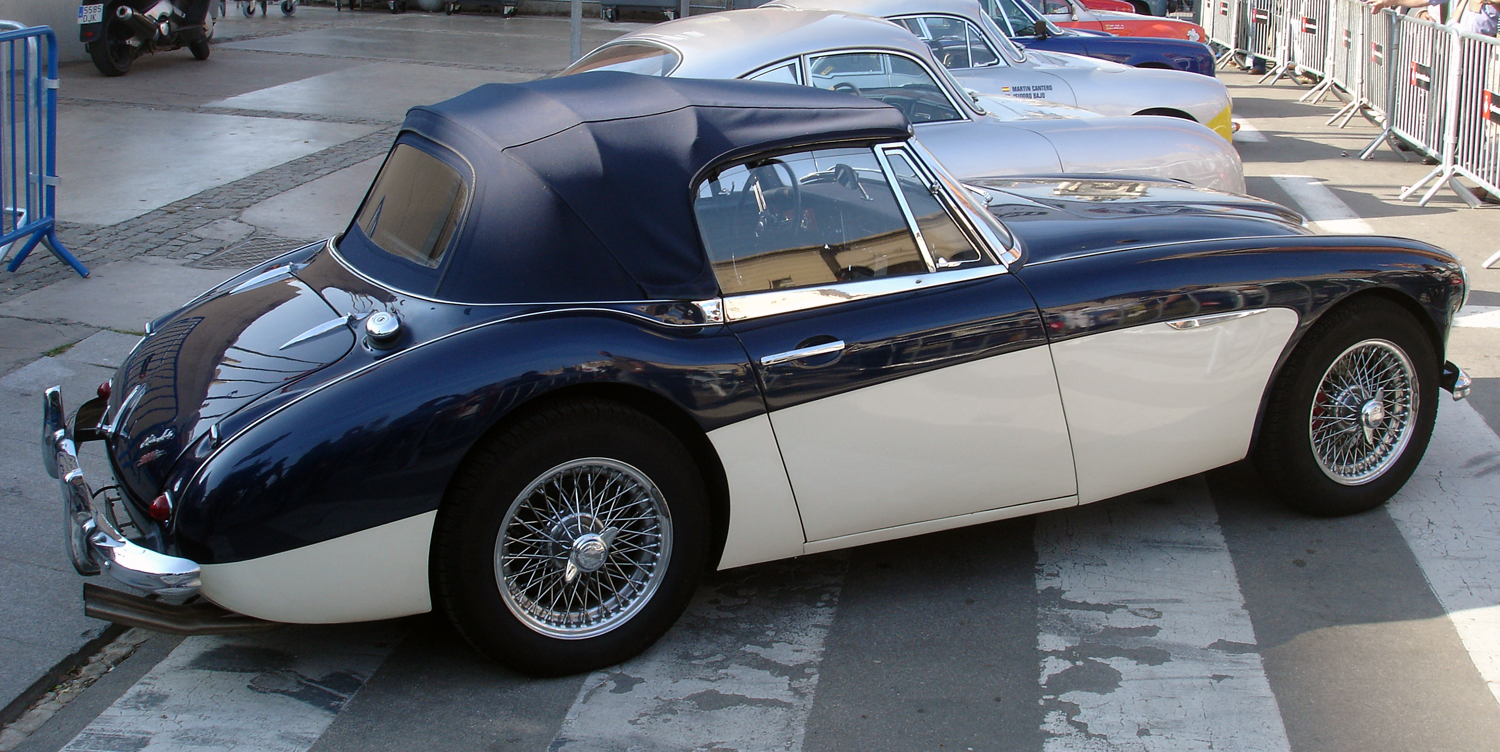
Austin-Healey 3000 Mk III exposat en el festival.

- Alfa Giulia TI Super 1964, de Bernard de Miguel.
- Aston Martin DB4 GT, de Carles Dalmau.
- Austin Healy 3000, de Carlos Llorente.
- F 1800 Selex.
- F IV, de Ramón López.
- Fiat Abarth 1300/124, de Luis Alberto Izquierdo.
- Ford Escort MK I BDA RS 1.600, d'Eric de Miguel.
- Lancia Stratos, de Marc Pina.
- Mini Cooper S, Campió amb Francisco Godia.
- Porsche 356, 6è en les 24h de Spa en 1965, d'Isidoro Bajo.
- Porsche 356, de Walter Ankli.
- Porsche 356 Speedster.
- Porsche 911, de Jorge Palau-Ribes.